# 年代綜合台
年代綜合台，是年代電視旗下的綜合頻道，前身為新朝日衛星電視台、超級X台、東森娛樂台、E娛樂台。

## 歷史
- 1999年，新朝日衛星電視台被轉讓予朝禾事業，數年後更名為超級X台（Super X），專門播放職業摔角節目。
- 2005年8月3日，東森電視經營的東森新聞S台因行政院新聞局撤銷頻道執照停播，並向超級X台借播節目，由大禾多媒體營運。[1]
- 2006年2月1日，東森電視併購大禾多媒體，超級X台亦被更名為東森娛樂台。東森娛樂台播映期間，大禾多媒體曾短暫更名為「東森大禾多媒體股份有限公司」。
- 2008年1月6日，大禾多媒體由年代電視接手，東森娛樂台更名為E娛樂台。此前的東森娛樂台一直是由年代電視代理其廣告業務。
- 2008年7月31日，E娛樂台更名為年代綜合台。
- 2009年7月8日，大禾多媒體申請經營綜合頻道「大禾育樂台」案，國家通訊傳播委員會第307次委員會議決議不予許可。決議之理由，第一是大禾育樂台營運計畫與年代綜合台差異性不大；第二是年代綜合台自2004年以來違反《衛星廣播電視法》受核處紀錄偏高，顯示大禾多媒體「內部控管機制及經營能力尚有不足」[2]。
- 2010年12月22日，因為年代綜合台節目廣告化情形嚴重，違反《衛星廣播電視法》第十九條第一項「節目與廣告無法區分」規定，已於2010年7月15日失效之頻道執照遭國家通訊傳播委員會委員會議決議不予換照。同日，年代電視執行董事王宜陵舉辦記者會批評國家通訊傳播委員會引用爭議法條、擅自擴張行政權、侵害言論自由，年代新聞台各時段新聞批評國家通訊傳播委員會動作蠻橫[3][4]。
- 2010年12月31日，年代綜合台「國內版」正式停播。
- 2013年9月28日，年代綜合台「海外版」在日本通信3號衛星（JCSAT-3）C頻段消失，終止播放。

## 播放節目
- 新聞深呼吸
- 驚夜深呼吸
- 關鍵年代
- 百萬小學堂
- 大家來開運
- 今晚誰當家精華版
- 百萬大歌星
- 印象中國
- 新開運鑑定團
- 財經抱抱
- 逍遙年代
- 就是愛把咩
- 世足轉播(世足期間)
- 美味擂台
- 娛樂大風暴
- 週末瘋神榜
- 資訊特區
- 戀愛攝影棚
- 驚爆變色龍
- 全民料理王
- 年代早報
- 做點心過生活
- 台灣人在大陸
- 年代晚報
- 東方探祕
- 集樂台灣
- 霹靂00妻
- 王牌大製騙
- 創新秘笈
- 農業新視界
- 王牌鑑定團
- 幕前幕後看電影
- 聚焦360度
- 房市年代
- 動物福利社

## 播放戲劇
- 大秦帝國
- 血色迷霧
- 中國往事
- 精武陳真
- 康熙祕史
- 天下
- 傳奇皇帝朱元璋
- 最後的王爺
- 豪門金枝
- 上書房
- 牟氏莊園
- 血色殘陽
- 刀鋒
- 神探狄仁杰
- 行走的雞毛撢子
- 北平往事
- 東方朔
- 戀愛兵法
- 金手指
- 大愛無敵
- 大祠堂
- 傾城之戀
- 秋海棠
- 上海王
- 換子成龍
- 開創盛世
- 春去春又回